# Султанат Нижний Аулаки
Султанат Нижний Аулаки (араб. سلطنة العوالق السفلى‎, al-Saltana al-`Awlaqiyya al-Sufla) — арабское государство, существовавшее на нынешних территориях восточной части мухафазы Абьян и южной части мухафазы Шабва в Южном Йемене (с XVIII века до 1967 года). Во главе султаната стояла династия Аль-Аулаки.

## История султаната
Султанат Нижний Аулаки возник в результате распада султаната Аулаки в XVIII веке. В 1888 году Султанат Нижний Аулаки подписали с Великобританией неофициальное соглашение о защите.
В 1890 году Султанат Нижний Аулаки вошел в состав британского Протектората Аден. В феврале 1960 года Султанат Нижний Аулаки вступил в состав учреждённой в 1859 году англичанами Федерации Арабских Эмиратов Юга, в 1962 году преобразованной в Федерацию Южной Аравии. Монархия была упразднена в 1967 году, а территория султаната вошла в состав Народной Республики Южного Йемена.

## Султаны Нижнего Аулаки
- ????—???? гг. Али I ибн Мунассар аль-Аулаки
- ????—???? гг. Махди ибн Али аль-Аулаки
- ????—???? гг. Али II ибн Махди аль-Аулаки
- ????—???? гг. Абдаллах ибн Али аль-Аулаки
- ????—???? гг. Насир I ибн Аби Бакр аль-Аулаки
- ок. 1855—1863 гг. Мунассар I ибн Аби Бакр аль-Аулаки
- 1863—1892 гг. Абу Бакр I ибн Абдаллах аль-Аулаки
- 1892—1900 гг. Салих ибн Али аль-Аулаки
- 1900—1902 гг. Али III ибн Мунассар аль-Аулаки
- 1902—1912 гг. Насир II ибн Аби Бакр аль-Аулаки
- 1912—1924 гг. Абу Бакр II ибн Насир аль-Аулаки
- 1924—1930 гг. Мунассар II ибн Али аль-Аулаки
- 1930—1947 гг. Айдарус ибн Али аль-Аулаки
- 1947—29.11.1967 гг. Насир III ибн Айдарус аль-Аулаки